# キユミの肘 サユルの膝
『キユミの肘 サユルの膝』（キユミのひじ サユルのひざ）は、杉田愉監督による2006年の日本映画。
『キユミの詩集 サユルの刺繍』へと続く“キユミ＆サユル春夏秋冬シリーズ”の第一作である。
第26回ルイ・ヴィトン・ハワイ国際映画祭（アメリカ）にてワールドプレミア上映された。
第10回上海国際映画祭（中国）正式招待作品。

## 概要
ジャパンプレミア上映は第9回小津安二郎記念蓼科高原映画祭・短編映画コンクール（日本）。
第4回リスボン国際映画祭（ポルトガル）コンペティション部門に出品され日本人初のＲＴＰオンダ・クルタ賞を受賞。

## ストーリー
白銀の世界で雪合戦をして遊ぶキユミとサユルは雪原に赤い苺シロップを撒いて一緒に食べる。

## キャスト
- サユル：品田涼花
- キユミ：丸山桃子

## スタッフ
- プロデューサー：杉田愉
- 監督：杉田愉
- 脚本：杉田愉
- 編集：杉田愉
- 撮影：サーシャ・ソクーロフ
- 助監督：山崎慎一郎
- 製作：「キユミの肘　サユルの膝」製作委員会

## 受賞・上映歴
- 第26回ルイ・ヴィトン・ハワイ国際映画祭（アメリカ）
- 第25回ウルグアイ国際映画祭（ウルグアイ）
- 第16回ブリスベン国際映画祭（オーストラリア）
- 第16回アリゾナ国際映画祭（アメリカ）
- 第15回シネレール国際映画祭（フランス）
- 第10回上海国際映画祭（中国）
- 第10回ザンジバル国際映画祭（タンザニア）
- 第13回函館港イルミナシオン映画祭（日本）
- 第 9回小津安二郎記念蓼科高原映画祭（日本）、他
- 第 4回リスボン国際映画祭（ポルトガル）RTPオンダ・クルタ賞
- 第49回ロチェスター国際映画祭（アメリカ）審査員奨励賞、他